# West Coast Town
West Coast Town è il primo album in studio del cantautore statunitense Chris Shiflett, pubblicato il 14 aprile 2017 dalla SideOneDummy Records.

## Tracce
1. Sticks & Stones – 3:30
2. West Coast Town – 2:59
3. Goodnight Little Rock – 3:20
4. Room 102 – 2:43
5. The Girl's Already Gone – 2:47
6. Blow Out the Candles – 3:15
7. I'm Still Drunk – 3:01
8. Cherry – 2:34
9. Tonight's Not Over – 3:11
10. Still Better Days – 4:28

Traccia bonus nell'edizione di iTunes
1. Mrs. America – 3:47

Traccia bonus nell'edizione LP
1. Am I Still Your Man? – 3:00

## Classifiche
| Classifica (2017)         | Posizione massima |
| ------------------------- | ----------------- |
| Stati Uniti (heatseekers) | 19                |